# Ali Tomori
Ali Tomori, w innych źródłach jako Ali Tomorri oraz Ali Turabiu (ur. 1893 lub 1900 w Shalësie, zm. 14 stycznia 1948 w Gjirokastrze) – albański poeta i bektaszycki przywódca religijny .

## Życiorys
Ukończył szkołę w Beracie, następnie kształcił się w Kozani . W 1913 roku wrócił do Albanii, gdzie został muhibem (sufickim uczniem) w chanace w Prishtë .
W 1922 roku został mianowany babą (przywódcą bektaszyckim) i został przydzielony do prowadzenia chanaki na górze Kulmak . Zaangażował się w działalność Narodowego Kongresu Bektaszyckiego, organizując trzy pierwsze zebrania, które odbyły się kolejno w latach 1921, 1924 i 1929. Wziął udział w II wojnie światowej , we wrześniu 1943 roku wziął udział w konferencji w Pezie.
W 1946 roku został wysłany do prowadzenia chanaki Asima Baby . Następnego roku został aresztowany przez albańskie władze komunistyczne pod zarzutem szpiegowania na rzecz Wielkiej Brytanii, 14 stycznia 1948 roku został rozstrzelany.

## Twórczość[2][6][7]
- Bektashinjtë e Shqipërisë (1921)
- Thelbi i qëllimit (1921)
- Literatyra e Bektashivet a vjersha të përkthyera prej shkrimtarëve bektashinj të vjetër (1927)
- Mersija, apo ceremonia e shënjtë e Bektashivet kur shënjtërohet ashyréja (1928)
- Historia e Bektashizmës (1929)
- Literatura e Bektashinjve
- Nefese dhe Gazele Bektashiane